# 五里牌 (臺中市)
五里牌，是臺灣臺中市大甲區的一個傳統地域名稱，位於該區北半葉的西南部。相較於今日行政區，其範圍大致包括龍泉里不含東部凸出部分及南部凸出部分的西南半部、建興里北部東側（靠近頭張聚落的一小塊地）及最東端、孟春里西部凸出部分的北側。

## 歷史
台灣清治末期，五里牌地區為一街庄，稱為「五里牌庄」，隸屬於苗栗三堡。該庄北與頂後厝仔庄、銅安厝庄為鄰，東與日南庄、九張犁庄為鄰，南邊及西南邊為新庄仔庄、雙藔庄，西北邊為西勢庄。
1901年（日明治三十四年）11月，全台廢縣廳改設二十廳，該庄隸屬於苗栗廳。1903年（明治三十六年）6月，該庄編入「五里牌區」，仍隸屬於苗栗廳。1909年（明治四十二年）10月，全台二十廳合併為十二廳，苗栗廳廢止，五里牌區改隸屬於臺中廳。1920年（大正九年），全台地方制度大改正，該庄改制為「五里牌」大字，隸屬於臺中州大甲郡大甲庄。1933年，大甲庄升格為大甲街。
戰後大甲街改制為大甲鎮，隸屬於臺中縣，大字亦改制為里。1950年10月，中、彰、投分治，大甲鎮隸屬不變。2010年12月，隨著臺中縣、市合併為直轄臺中市，大甲鎮改制為大甲區。

## 聚落
本地區發展較早的聚落有海黃、五里牌、頭張等，在日治期初期的官方地圖上已有記載。此外，本地區尚有泉水坑、石頭厝、鄭厝、四塊寮等聚落。

## 交通
省道台1線（中山路二段）又稱「縱貫公路」，是台北至屏東楓港的台灣西部傳統平面幹道，大致以北北東－南南西走向經過五里牌地區東部邊界北段。由該道路向北北東轉北可前往苑裡、通霄、後龍、頭份、新竹等地，向南南西轉東南再轉南南西可前往大甲市區、清水、梧棲、龍井、大肚、彰化等地。
區道中1線（順帆路）是船頭埔至五里牌的道路，其東南側端點位於本地區東部邊界偏北的省道台1線路口。由此向西北蜿蜒出境後，可前往頂後厝子、船頭埔並止於區道中2線路口。
區道中3線（臨江路）是西勢至日南的道路，大致以西北－東南走向蜿蜒經過本地區南部。由該道路向西北可前往西勢、雙寮西北角並止於西勢海堤，向東南可前往九張犁地區的台鐵日南車站前區道中5線路口。

## 產業
- 巨大機械：捷安特品牌自行車製造商（位於本地區北部偏東邊界地帶）